# Хименес, Кристиан (режиссёр)
Кристиан Хименес (исп. Cristián Jiménez, 1975, Вальдивия) — чилийский кинорежиссёр и сценарист.

## Биография
Изучал социологию в Католическом университете Чили, Гейдельбергском университете, Лондонской школе экономики, прежде чем занялся кино. Снял несколько короткометражек. Был одним из сценаристов и продюсером фильма Андреса Вайсблута 199 рецептов счастья (2008). Первым полнометражным фильмом Хименеса стали Оптические иллюзии (2009).

## Фильмография
- 2003: Hong Kong (короткометражный)
- 2004: El tesoro de los caracoles (короткометражный; Золотое солнце за лучший короткометражный фильм МФ латиноамериканского кино в Биаррице)
- 2006: XX (короткометражный)
- 2009: Оптические иллюзии/ Ilusiones ópticas (премия экуменического жюри и номинация на Гран-при МКФ в Братиславе, номинация на Гран-при Токийского МКФ)
- 2011: Бонсай/ Bonsái, по одноименному роману Алехандро Самбры (номинация на премию конкурса Особый взгляд Каннского МКФ, номинация на премию в конкурсе Горизонты МКФ в Сан-Себастьяне, Большая премия жюри МКФ в Майами, премия ФИПРЕССИ за лучший фильм МКФ в Гаване)
- 2014: La Voz en off (номинация на премию за режиссуру МКФ в Майами)